# Andrea Gamarnik
Andrea Gamarnik (Buenos Aires, 1964) è una biochimica argentina specializzata in virologia molecolare, vincitrice del L'Oréal-UNESCO Awards for Women in Science per le sue ricerche sui virus dengue e Zika.

## Carriera
Ha compiuto i suoi studi presso l'Università di Buenos Aires e l'Università della California a San Francisco. Attualmente lavora a Buenos Aires nell'Instituto Lenoir. Gamarnik è la prima donna argentina a fare parte dell'American Society for Microbiology. Nel 2016 ha ricevuto il premio L'Oréal-UNESCO Awards for Women in Science per le sue ricerche sui virus trasmessi dalle zanzare, in particolare il virus della dengue.